# Muzică minimalistă
Muzica minimalistă este un stil de muzică asociat cu activitatea compozitorilor americani La Monte Young, Terry Riley, Steve Reich și Philip Glass. Acesta îșî are originea în scena New York Downtown din anii 1960 și a fost inițial văzut ca o formă de muzică experimentală numit Școala Hipnotică din New York, Principalele caracteristici ale stilului includ armonie consonant, puls constant (dacă nu drone-uri imobili), stagnare sau transformare treptată, și, adesea, reiterarea frazelor muzicale. sau unităților mai mici, cum ar fi figuri motive, și celule. Aceasta poate include caracteristici, cum ar fi procesul de aditivului și a fazei de schimbare, care duce la ceea ce a fost numit muzica fază. Compoziții minim care se bazeaza foarte mult pe tehnici de proces care urmează reguli stricte, de obicei, sunt descrise cu ajutorul muzicii procesul pe termenului.
Cuvântul "minimalism", făcut cunoscut independent unul de altul de către compozitorii Michael Nyman și Tom Johnson, este controversat, dar este des folosit încă de la mijlocul anilor 1970. Aplicarea unui termen din artele vizuale la muzică a fost contestat; totuși, nu numai că muzica de acest fel are aceeași simplicitate și aversiune pentru ornamentări excesive pe care o are și sculptura minimalistă, dar unele dintre primele concerte de muzică minimalistă au avut loc tocmai cu ocazia unor expoziții de arte vizuale minimaliste, de exemplu ale lui Sol LeWitt. Mai mulți compozitori asociați cu muzica minimalistă au criticat termenul, un exemplu notabil fiind Philip Glass.
O formă mai recentă de muzică minimalistă este techno-ul minimalist, un subgen al muzicii techno. În formele ei cele mai simple, această muzică constă doar dintr-un singur motiv ostinato (deseori numit "loop muzical") cântat cu toba bas bătând pe pulsul de sfert de notă. În alte exemple, structuri ritmice de bază sunt puse unele peste altele creând astfel un acompaniament poliritmic pentru același puls de tobă bas de 4/4. Sherburne (2004) numește această tehnică masificare iar pe prima scheletalism.

## Compozitori minimaliști

### Compozitori notabili
- John Adams
- Louis Andriessen
- David Behrman
- Barbara Benary
- David Borden
- Gavin Bryars
- Joseph Byrd
- Tony Conrad
- Tibor Szemző
- Julius Eastman
- Ludovico Einaudi
- Brian Eno
- Frans Geysen
- Jon Gibson
- Philip Glass
- John Godfrey (compozitor)
- Karel Goeyvaerts
- Michael Harrison
- Christopher Hobbs
- Terry Jennings
- Scott Johnson
- Douglas Leedy
- Angus MacLise
- Richard Maxfield
- Robert Moran
- Phill Niblock
- Michael Nyman
- Pauline Oliveros
- Charlemagne Palestine
- Rabinovitch-Barakovsky
- Michael James Regan
- Steve Reich
- Terry Riley
- Arthur Russell
- Howard Skempton
- Dave Smith
- Ann Southam
- Yoshi Wada
- John White
- La Monte Young

### Compozitori contemporani
- Australia
  - Andrew Chubb
  - Robert Davidson
  - Nigel Westlake
- Belgia
  - Wim Mertens
- Canada
  - Peter Hannan
  - Kyle Bobby Dunn
- Estonia
  - Arvo Pärt
- Finlanda
  - Petri Kuljuntausta
  - Erkki Salmenhaara
- Franța
  - Yann Tiersen
- Germania
  - Peter Michael Hamel
  - Hauke Harder
  - Hans Otte
  - Ernstalbrecht Stiebler
  - Walter Zimmermann
- Ungaria
  - Zoltán Jeney
  - László Melis
  - László Sáry
  - László Vidovszky
- Irlanda
  - Michael James Regan
- Italia
  - Fulvio Caldini
  - Roberto Carnevale
  - Lucio Garau
  - Giovanni Sollima
  - Ludovico Einaudi
- Japonia
  - Jo Kondo
  - Yoshi Wada
  - Yasunori Mitsuda
- Latvia
  - Armands Strazds
- Olanda
  - Simeon ten Holt
- Polonia
  - Zygmunt Krauze
  - Tomasz Sikorski
- Rusia
  - Vladimir Martynov
  - Anton Batagov
- Serbia
  - Vladimir Tošić
- Marea Britanie
  - Joe Cutler
  - Graham Fitkin
  - Orlando Gough
  - Steve Martland
  - Andrew Poppy
  - Simon Rackham
- Statele Unite
  - John Luther Adams
  - Glenn Branca
  - Harold Budd
  - Lawrence Chandler
  - Richard Chartier
  - Rhys Chatham
  - Philip Corner
  - Kurt Doles
  - Arnold Dreyblatt
  - Daniel Goode
  - Rafael Anton Irisarri
  - Tom Johnson
  - Ingram Marshall
  - Meredith Monk
  - Tim Risher
  - Frederic Rzewski
  - Wayne Siegel
  - Stars of the Lid (Adam Wiltzie & Brian McBride)

### Minimaliști mistici
- Henryk Górecki
- Alan Hovhaness
- Giya Kancheli
- Hans Otte
- Arvo Pärt
- John Tavener
- Pēteris Vasks